# Tel Cemed
Tel Cemed (hebrejsky: תל צמד) je pahorek o nadmořské výšce - 217 metrů v severním Izraeli, v Bejtše'anském údolí.
Leží v zemědělsky intenzivně využívané krajině cca 3 kilometry jihovýchodně od města Bejt Še'an a 2 kilometry severovýchodně od vesnice Ejn ha-Naciv. Má podobu nevýrazného odlesněného návrší, které vystupuje z roviny Bejtše'anského údolí. Na úpatí se nachází pramen Ejn Cemed (עין צמד), od kterého vybíhá vádí Nachal Avuka. Okolí pahorku doplňují na západě umělé vodní nádrže. Na východ od Tel Cemed se rozkládá pahorek Tel Tachaš, na severozápadě je to Tel Nisa.